# امیرحسن چهلتن
امیرحسن چهلتن (زاده ۹ مهر ۱۳۳۵، تهران) رمان‌نویس، مقاله‌نویس ایرانی و عضو کانون نویسندگان ایران است. رمان او «محفل عاشقان ادب» در سال ۲۰۲۰ میلادی برنده جایزه بین‌المللی ادبیات از سوی «خانه فرهنگ‌های جهان» در برلین شد. مطبوعات آلمان او را «بالزاکِ ایران» لقب داده‌اند. از ۱۳۸۴ به این سو رمان‌های جدید او از حق انتشار در ایران محروم بوده‌اند. اما ترجمه این رمان‌ها به زبان‌های مختلف در کشورهای دیگر منتشر شده‌اند. او یکی از سه داور بخش فارسی جایزه جهانی True Story Award (جایزه داستان واقعی)؛ جایزه‌ای معتبر و مستقل از دولت‌ها درباره روزنامه‌نگاری، است.

## زندگی
امیرحسن چهلتن در تاریخ ۹ مهر ۱۳۳۵ در تهران متولد شد. در زمانی که در دبیرستان و در رشته ریاضی تحصیل می‌کرد شعر می‌سرود و داستان می‌نوشت. در هجده سالگی برای ادامه تحصیل در رشته مهندسی برق وارد دانشگاه شد و در دوران دانشجویی دو مجموعه داستان منتشر کرد. در سال ۱۳۵۵ مجموعه داستان به نام «صیغه» و در سال ۱۳۵۷ «دخیل بر پنجره فولاد» را منتشر کرد.

وی پس از اخذ مدرک کارشناسی در رشته مهندسی برق در سال ۱۳۵۸ به منظور ادامه تحصیل در رشته مهندسی الکترونیک به انگلستان رفت. پس از بازگشت به ایران از سال ۱۳۶۱ تا ۱۳۶۳ به عنوان افسر وظیفه به جبهه رفت، حضور در جنگ ایران و عراق چهل‌تن را واداشت که داستان‌هایی با این مضمون بنویسد که «مونس، مادر اسفندیار» و «کات، منطقه ممنوعه» از آن جمله اند.
انتشار آثار او همواره با سد سانسور مواجه بوده است و اغلب با تأخیر انجام گرفته است. نخستین رمان او «روضه قاسم» که در سال ۱۳۶۲ به چاپ رسید، ناچار بود برای دریافت مجوز خروج از چاپخانه بیست سال منتظر بماند. در سال ۱۳۶۹ رمان «تالار آینه» و در سال ۱۳۷۱ مجموعه داستان «دیگر کسی صدایم نزد» از او منتشر شدند اما با تجدید چاپ آنها مخالفت شد. رمان «مهر گیاه» و مجموعه داستان «چیزی به فردا نمانده است» نیز چند سالی منتظر اجازه انتشار ماندند تا سرانجام در ۱۳۷۷ منتشر شدند.
در پاییز ۱۳۷۷ و به دنبال قتل‌های زنجیره‌ای روشنفکران، و به دعوت پارلمان بین‌المللی نویسندگان او به مدت دو سال به همراه همسر و فرزندش به ایتالیا رفت و در بازگشت به ایران رمانهای «تهران، شهر بی آسمان» و «عشق و بانوی ناتمام» از او به چاپ رسیدند. سپس مجموعه داستان «ساعت پنج برای مردن دیر است»، فیلم- داستانِ «کات، منطقه ممنوعه» و رمان «سپیده دم ایرانی» از او به چاپ رسیدند.
چهلتن در پاییز ۱۳۸۰ به عنوان عضو هیئت دبیران کانون نویسندگان ایران انتخاب شد.
او در دوره بیست و چهارم جایزه کتاب سال با داستان سپیده‌دم ایرانی نامزد این جایزه شد، اما در اعتراض به عملکرد وزارت ارشاد از نامزدی انصراف داد. وی در نامه‌ای به وزارت ارشاد نوشت:
تا زمانی که حتی یک کتاب برای دریافت مجوز معطل یا از حق انتشار محروم مانده باشد، خود را اخلاقاً مجاز به شرکت در این رقابت نمی‌دانم و لذا از سر لطف مرا از این نامزدی معاف بدارید.
امیرحسن چهل‌تن در سال‌های ۱۳۹۰–۱۳۸۸ با بهره‌گیری از بورس دو بنیاد فرهنگی در آلمان اقامت داشت. او از فروردین سال ۱۳۹۰ به دعوت «دانشگاه کالیفرنیای جنوبی» به مدت نه ماه به عنوان نویسنده مهمان در لس‌آنجلس اقامت کرد.
آخرین کتابی که از چهل تن در ایران منتشر شده مجموعه داستانی ست به نام: چند واقعیت باور نکردنی.
چهلتن در سال ۲۰۱۹ به دعوت فرانک والتر اشتاین‌مایر، رئیس‌جمهور آلمان، به آلمان رفت و با او دیدار داشت.
رمان او «محفل عاشقان ادب» تنها سه ماه پس از انتشار در جون ۲۰۲۰ میلادی جایزه بین‌المللی «خانه فرهنگهای جهان» در برلین را از آنِ خود کرد.
از ویژگی‌های اصلی آثار چهلتن می‌توان به تلاش برای روایت داستان در بستری تاریخی خصوصاً تاریخ معاصر و نمایش تأثیر اتفاقات تاریخی بر زندگی شخصی و عاطفی شخصیت‌های داستان و برجسته بودن نقش زن در ساختار روایت اشاره کرد.
مقالات او با موضوع فرهنگ، اجتماع و سیاست از ۱۹۹۹ میلادی به این سو در نشریات بین‌المللی به چاپ می‌رسد که از میان آنها روزنامه آلمانی فرانکفورتر آلگماینه سایتونگ بیشترین سهم را دارد. امکان انتشار این مقالات در مطبوعات ایران وجود ندارد.

### ماجرای اتوبوس ارمنستان
وی در ماجرای اتوبوس ارمنستان در سال ۱۳۷۵ و در جریان قتل‌های زنجیره‌ای در لیست چهره‌های فرهنگی اعزامی بود که قرار بود در اتوبوس توسط دولت جمهوری اسلامی به قتل برسند. چهل تن همچنین در نامه محرمانه سعید امامی، معاون وزیر اطلاعات که در ۱۵ تیر ۱۳۷۸ توسط روزنامه سلام افشا شد، یکی از چهار نویسنده‌ای اعلام شده بود که برای جمهوری اسلامی مشکلات امنیتی به وجود آورده‌اند. او همواره مورد حمله رسانه‌های طرفدار حکومت جمهوری اسلامی قرار داشته است.

## ترجمه آثار
رمان‌های چهلتن تا کنون به زبان‌های انگلیسی، آلمانی، ایتالیایی، نروژی، لیتوانیایی، عربی و عبری ترجمه و منتشر شده‌اند و داستانهای کوتاهش به بسیاری از زبانهای زنده دنیا.
در رمان «تهران، خیابان انقلاب» فتاح مرد میانسالی ست که اینک در زیرزمین یک کلینیک خصوصی به بازیابی بکارت دخترانی می‌پردازد که پیش از این، آن را از دست داده‌اند. شهرزاد دختر جوانی ست که در همین کلینیک به تور او می‌خورد و فتاح به او دل می‌بندد. دختر که مرد جوانی خواستگار پر و پا قرص اوست در مرکز التهاباتی قرار می‌گیرد که او را به سمت فاجعه می‌برد. هر دو مرد در مراکز قدرت پشتیابانانی دارند. اشتفان وایدنر شرق پژوه آلمانی این رمان را یک اثر ادبی جهانی برشمرده است.
رمان «تهران، آخرالزمان» که آخرین رمان از سه‌گانه تهران است و نخستین بار با عنوان آمریکایی کشی در تهران منتشر شد، در شش اپیزود به زندگی سه نسل از یک خانواده ایرانی می‌پردازد که بر سر آرمان‌های خود زندگی را به قمار می‌گذارند. اینگو آرندت منتقد آلمانی دربارهٔ این رمان گفته است: در این رمان تهران به عنوان یکی از ابرشهرهای جهان که آینده ساکنانش در آن رقم می‌خورد به نمایش گذاشته می‌شود که در طی آن نویسنده تصویر روانی سرزمینش را نیز ارائه می‌دهد.
رمان «خوشنویس اصفهان» محاصره هشت‌ماهه اصفهان، پایتخت باشکوه صفویه توسط افاغنه را دستمایه داستانی قرار داده است. زمانه‌ای که ممنوعیت شراب، موسیقی، رقص و آزادی برای ساکنان رقم زده بود، با بروز یک قحطی گسترده، ناشی از محاصره ناچار با خوردن برگ و ریشه درختان و حیواناتی چون سگ و گربه ادامه یافت و سرانجام به تغذیه از مردار انسان‌ها و نهایتاً به سقوط فلاکت‌بار صفویه منتهی شد. وایدنر معتقد است: رمان چهل تن فراتر از یک رمان تاریخی، یک آرانژمانِ تجربی ست دربارهٔ اخلاق و فرهنگ در موقعیت بحران. این رمان را نباید با رمان‌هایی از همین ژانر نظیر طبیب یا به نام گلسرخ مقایسه کرد، خوشنویس اصفهان جاه طلبانه تر از آنهاست… رمان عجیبی به ترسناکی یک کابوس.
رمان «طوطی سمج» که مطبوعات غربی از آن به عنوان یک داکو-فیکشن یاد کرده‌اند به اتفاقات یک ساله حول و حوش انقلاب ۱۳۵۷ می‌پردازد. منتقد روزنامه زودویچه سایتونگ دربارهٔ آن گفته است: این رمان نگاهی ست به انقلاب از اعماق و در معرض نور قرار دادن مراحل انتقال قدرت. و مثل همه کارهای دیگر چهل تن، حاصلِ هم آمیزی واقعیت‌های جزئی نگارانه و پروازهای رازآمیز تخیل است.
رمان «محفل عاشقان ادب» روایت پسر خانواده‌ای ست از جلسات هفتگی کتابخوانی در خانه پدری. گردهمایی دوستانی قدیمی که در آن متون کلاسیک فارسی خوانده می‌شود. این جلسات تا پاییز ۱۳۷۷ و قتل‌های رنجیره‌ای ادامه می‌یابد و با مرگ پدر برای همیشه پایان می‌گیرد. نیروی عشق و زندگی در این ادبیات، برخلاف قرائت رسمی که فقط بر وجه اسکولاستیک و عبوس ان تأکید می‌کند، چنان سرشار است که مرگ و خموشی حاکم بر خارج از خانه را به سخره می‌گیرد. «در محفل عاشقان ادب تصویر شالوده شکنانه‌ای از این ادبیات ارائه می‌شود که کهن تر، خردمندتر وشوخ طبعانه تر است از آنچه اخلاق رسمی وعرف اجتماعی می‌تواند تحمل کند.» ماتیاس شنیتزلر این رمان را یکی از رمان‌های اساسی قرن بیست و یکم دانسته است.

## کتابشناسی

### رمان
- روض‍ه‍. ق‍اس‍م. ت‍ه‍ران: ن‍ش‍رن‍و، ۱۳۶۲. (این رمان با عنوان «تهران، نور تاریک» به عربی نیز منتشر شده است)
- ت‍الار آئ‍ی‍ن‍ه. ت‍ه‍ران: ب‍ه‌ن‍گ‍ار‏‫، ۱۳۶۹.
- م‍ه‍ر گ‍ی‍اه. ت‍ه‍ران: روش‍ن‍گ‍ران و م‍طال‍ع‍ات زن‍ان، ۱۳۷۷. شابک ‎۹۶۴-۵۵۱۲-۹۱-۳‬
- ع‍ش‍ق و ب‍ان‍وی ن‍ات‍م‍ام. ت‍ه‍ران: ن‍گ‍اه، ۱۳۸۱. شابک ‎۹۶۴-۶۷۳۶-۵۸-۰‬
- س‍پ‍ی‍ده‌دم ای‍ران‍ی. ت‍ه‍ران: ن‍گ‍اه، ۱۳۸۴. شابک ‎۹۶۴-۳۵۱-۲۶۰-۶‭‬ (این رمان در سال ۲۰۱۵ میلادی به زبان آلمانی نیز منتشر شده است)[۱۷]
- خوشنویس اصفهان: غیرقابل چاپ در ایران، در سال ۲۰۱۵ میلادی به زبان آلمانی و سپس لیتوانیایی منتشر شد.
- طوطی سمج: غیرقابل انتشار در ایران، در سال ۲۰۱۸ میلادی به زبان آلمانی منتشر شد.
- محفل عاشقان ادب: غیرقابل چاپ در ایران. در سال ۲۰۲۰ به زبان آلمانی منتشر شد.

#### سه‌گانه تهران
شامل سه رمان:
- ت‍ه‍ران، ش‍ه‍ر ب‍ی‌آس‍م‍ان. ت‍ه‍ران: ن‍گ‍اه، ۱۳۸۰. شابک ‎۹۶۴-۳۵۱-۰۷۳-۵ (این رمان تا کنون به زبانهای آلمانی و عربی ترجمه و منتشر شده است)
- تهران، خیابان انقلاب. (این رمان تا کنون به زبانهای آلمانی، انگلیسی، ایتالیایی، نروژی و عبری ترجمه شده است)
- تهران، آخرالزمان (رمانی دربارهٔ نفرت در پنج اپیزود) (این رمان که به زبان آلمانی منتشر شده است، در نخستین چاپ خود با عنوان «آمریکایی کشی در تهران» منتشر شد اما پس از تغییرات گسترده با نام جدید به چاپ رسید)[۱۹]

### مجموعه داستان
- صیغه. تهران: ۱۳۵۵.
- دخیل بر پنجره فولاد. تهران: رواق‏‫، ۱۳۵۷.
- دی‍گ‍ر ک‍س‍ی ص‍دای‍م ن‍زد. ت‍ه‍ران: ج‍وی‍ا، ۱۳۷۱.
- چ‍ی‍زی ب‍ه ف‍ردا ن‍م‍ان‍ده اس‍ت. ت‍ه‍ران: ن‍گ‍اه، ۱۳۸۱. شابک ‎۹۶۴-۶۱۷۴-۶۴-۷‬
- س‍اع‍ت پ‍ن‍ج ب‍رای م‍ردن دی‍ر اس‍ت. ت‍ه‍ران: ن‍گ‍اه‏‫، ۱۳۸۲. شابک ‎‭۹۶۴-۳۵۱-۱۱۴-۶
- چند واقعیت باور نکردنی: مجموعه داستان. تهران: نگاه‏‫، ۱۳۹۳. شابک ‎‭۹۷۸-۹۶۴-۳۵۱-۹۶۹-۸‬

### دیگر آثار
- م‍ا ن‍ی‍ز م‍ردم‍ی ه‍س‍ت‍ی‍م: (گ‍ف‍ت‍گ‍و ب‍ا م‍ح‍م‍ود دول‍ت‌آب‍ادی). ام‍ی‍رح‍س‍ن چ‍ه‍ل‌ت‍ن، ف‍ری‍دون ف‍ری‍اد. ت‍ه‍ران: ن‍ش‍ر پ‍ارس‍ی‏‫، ۱۳۶۸.
- ک‍ات! م‍ن‍طق‍ه م‍م‍ن‍وع‍ه. (فیلم-داستان) ت‍ه‍ران: ن‍گ‍اه، ۱۳۸۳. شابک ‎‎۹۶۴-۳۵۱-۱۸۵-۵‬
- م‍ح‍م‍ود دول‍ت‌آب‍ادی: ج‍ه‍ان آغ‍از م‍ی‌ش‍ود. ت‍ه‍ران: ق‍ص‍ه، ۱۳۸۳. شابک ‎‎۹۶۴-۵۷۷۶-۳۹-۲ (این کتاب سپس در سال ۱۳۹۶ توسط انتشارات نگاه به چاپ رسید)
- تهران کیوسک (مجموعه مقالات). غیرقابل چاپ در ایران. در سال ۲۰۱۶ میلادی به زبان آلمانی منتشر شد.